# Lion-sur-Mer
Lion-sur-Mer – miejscowość i gmina we Francji, w regionie Normandia, w departamencie Calvados.
Według danych na rok 1990 gminę zamieszkiwało 2086 osób, a gęstość zaludnienia wynosiła 439 osób/km² (wśród 1815 gmin Dolnej Normandii Lion-sur-Mer plasuje się na 92. miejscu pod względem liczby ludności, natomiast pod względem powierzchni na miejscu 903.).

## Współpraca
- Kiebingen, Niemcy